# Liste der Biografien/Joo
Liste der Biografien |
Portal Biografien |
Personensuche
# |
A |
B |
C |
D |
E |
F |
G |
H |
I |
J |
K |
L |
M |
N |
O |
P |
Q |
R |
S |
T |
U |
V |
W |
X |
Y |
Z |
?
 
Ja |
Jb |
Jd |
Je |
Jh |
Ji |
Jj |
Jl |
Jn |
Jm |
Jo |
Jp |
Jr |
Js |
Jt |
Ju |
Jv |
Jw |
Jy
 
Joa–Jog |
Joh |
Joi–Jom |
Jon |
Joo |
Jop |
Jor |
Jos |
Jot |
Jou |
Jov |
Jow |
Jox |
Joy |
Joz
Die Liste der Biografien führt alle Personen auf, die in der deutschsprachigen Wikipedia einen Artikel haben. Dieses ist eine Teilliste mit 91 Einträgen von Personen, deren Namen mit den Buchstaben „Joo“ beginnt.

## Joo
- Joó, Abigél (* 1990), ungarische Judoka
- Joo, Da-young (* 1995), südkoreanische Schauspielerin
- Joo, Dai-min (* 1988), südkoreanischer Fußballspieler
- Joo, Ho-young (* 1961), südkoreanischer Politiker
- Joo, Hyong-jun (* 1991), südkoreanischer Eisschnellläufer
- Joo, Hyun-jung (* 1982), südkoreanische Bogenschützin
- Joo, Hyun-wook (* 1986), südkoreanischer Bahn- und Straßenradrennfahrer
- Joo, Hyun-young (* 1996), südkoreanische Schauspielerin
- Joo, Min-jin (* 1983), südkoreanische Shorttrackerin
- Joo, Min-kyu (* 1990), südkoreanischer Fußballspieler
- Joo, Se-hyuk (* 1980), südkoreanischer TischtennisspielerJoo Se-hyuk (* 1980)

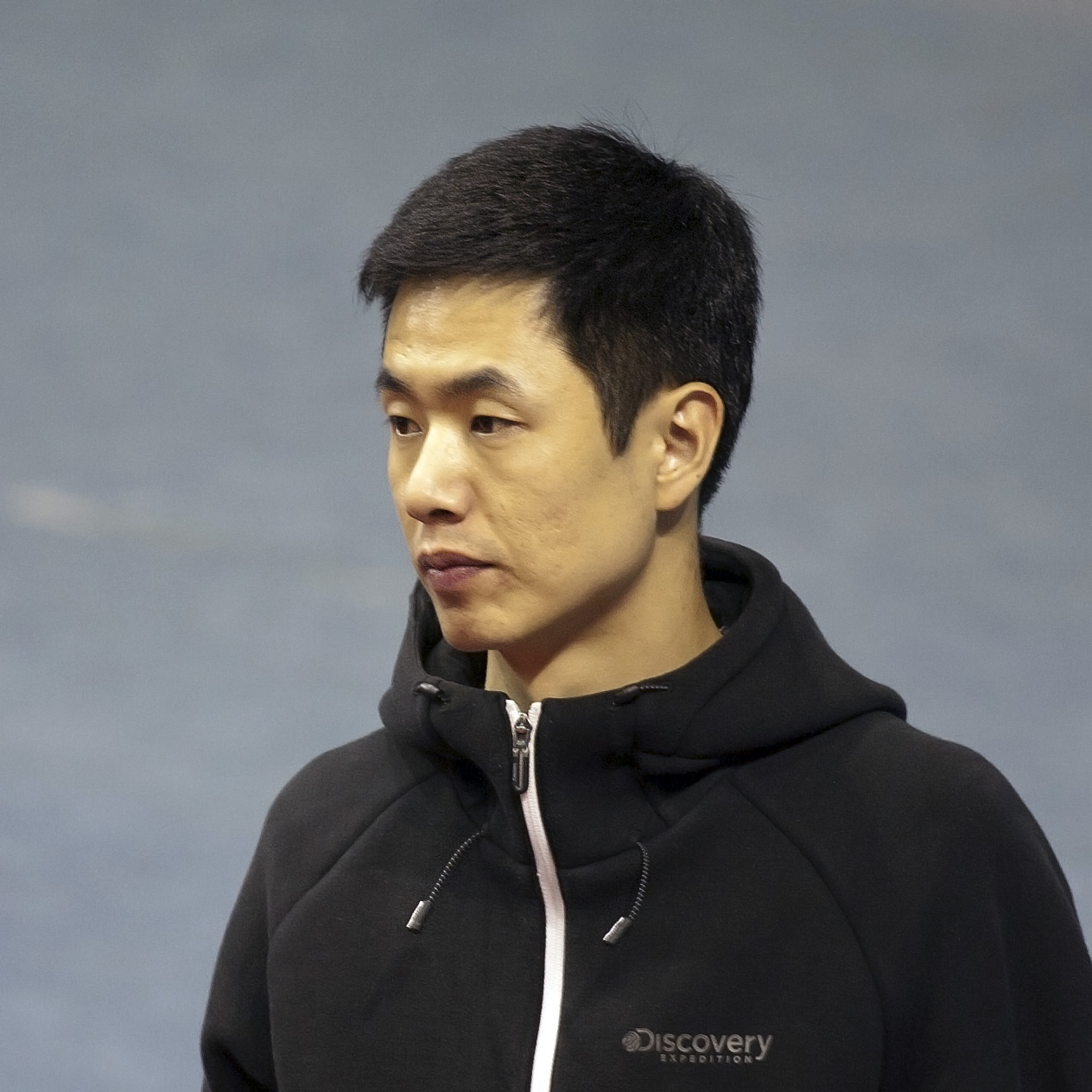
Joo Se-hyuk (* 1980)

### Joob
- Joob, Raymond (1916–1983), deutscher Schauspieler
- Joobeur, Meryam, tunesisch-kanadische Filmregisseurin

### Jood
- Joode, Wilbert de (* 1955), niederländischer Jazzbassist

### Joof
- Joof Cole, Amie (* 1952), gambische Rundfunkjournalistin
- Joof Conteh, Amie, gambische Juristin und Politikerin
- Joof, Alieu (* 1997), gambischer Sprinter
- Joof, Alieu Ebrima Cham (1924–2011), gambischer Historiker, Politiker, Schriftsteller, Gewerkschafter, Radio-Programm-Direktor, Dozent, Kolumnist, Aktivist und Nationalist
- Joof, Baboucarr Ousmaila (* 1963), gambischer Politiker
- Joof, Badara († 2023), gambischer Politiker
- Joof, Bai Modi (1933–1993), gambischer Rechtsanwalt
- Joof, Dodou J. (* 1941), gambischer Polizist, Sportler und Sportfunktionär
- Joof, Hella (* 1962), dänische Schauspielerin, Synchronsprecherin, Regisseurin und Drehbuchautorin
- Joof, Joseph H. (* 1960), gambischer Jurist und Politiker
- Joof, Louis (* 1989), gambische Beachvolleyballspielerin
- Joof, Pa Malick (* 1985), gambischer Fußballspieler
- Joof, Ruggy (* 2001), gambische Fußballspielerin
- Joof, Sulayman, gambischer Politiker

### Joon
- Joon, Lanny, US-amerikanischer Schauspieler

### Joop
- Joop, Florentine (* 1973), deutsche Kinderbuchillustratorin, Malerin und Autorin
- Joop, Gerhard (1914–2007), deutscher Redakteur und Autor
- Joop, Jette (* 1968), deutsche Schmuck- und Modedesignerin
- Joop, Wolfgang (* 1944), deutscher ModedesignerWolfgang Joop (* 1944)

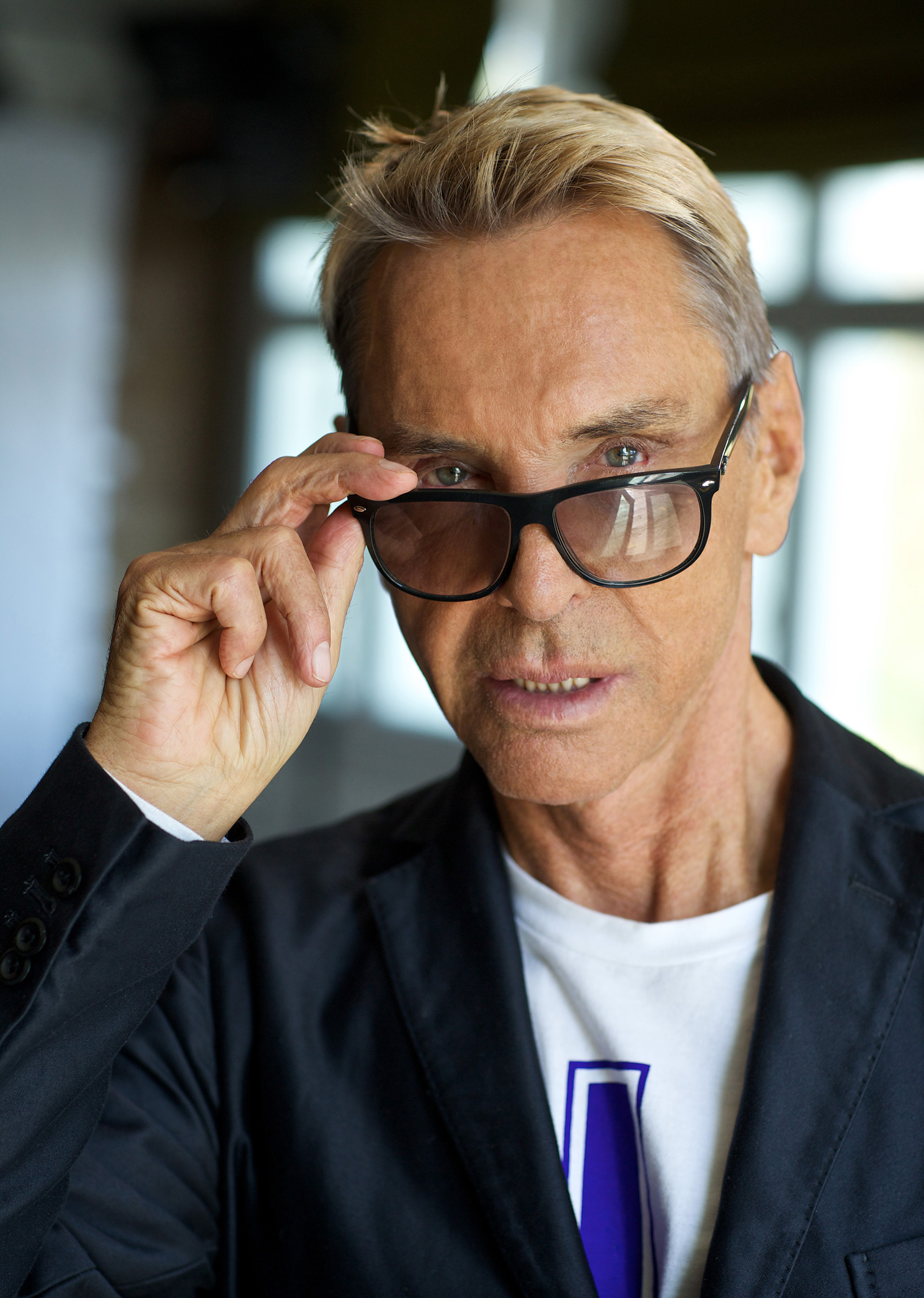
Wolfgang Joop (* 1944)

- Joopen, Peter-Paul (* 1958), deutscher Spieleautor

### Joor
- Jooris, Febe (* 2004), belgische Radsportlerin
- Jooris, Josh (* 1990), kanadischer Eishockeyspieler
- Jooris, Mark (* 1964), kanadisch-belgischer Eishockeyspieler und -trainer
- Joors, Eugène (1850–1910), belgischer Maler

### Joos
- Joos Reimer, Katrin (* 1959), Schweizer Politikerin (Grüne)
- Joos, Achim (* 1978), deutscher Gleitschirmpilot
- Joos, Anton (1900–1999), deutscher KPD-Funktionär und SED-Funktionär
- Joos, August (1833–1909), deutscher Jurist und Politiker
- Joos, Emma (1882–1932), deutsche Malerin und Grafikerin
- Joos, Felix (* 1989), deutscher Mathematiker
- Joos, Georg (1894–1959), deutscher Physiker
- Joos, Gustaaf (1923–2004), belgischer Theologe und Kardinal
- Joos, Hans (1926–2010), deutscher Physiker
- Joos, Helmut Willy (1935–2018), deutscher Architekt
- Joos, Herbert (1940–2019), deutscher Jazzmusiker und Grafiker
- Joos, Hildegard (1909–2005), österreichische Malerin
- Joos, Holger (* 1972), deutscher Drehbuchautor
- Joos, Horst (1934–2001), deutscher Fußballschiedsrichter
- Joós, István (* 1953), ungarischer Kanute
- Joos, Johannes (* 1995), deutscher Basketballspieler
- Joos, Josef (1846–1923), deutscher Politiker (SPD), MdL
- Joos, Joseph (1878–1965), deutscher Journalist und Politiker (Zentrum), MdR
- Joos, Norbert (1960–2016), Schweizer Bergsteiger und BergführerNorbert Joos (1960–2016)

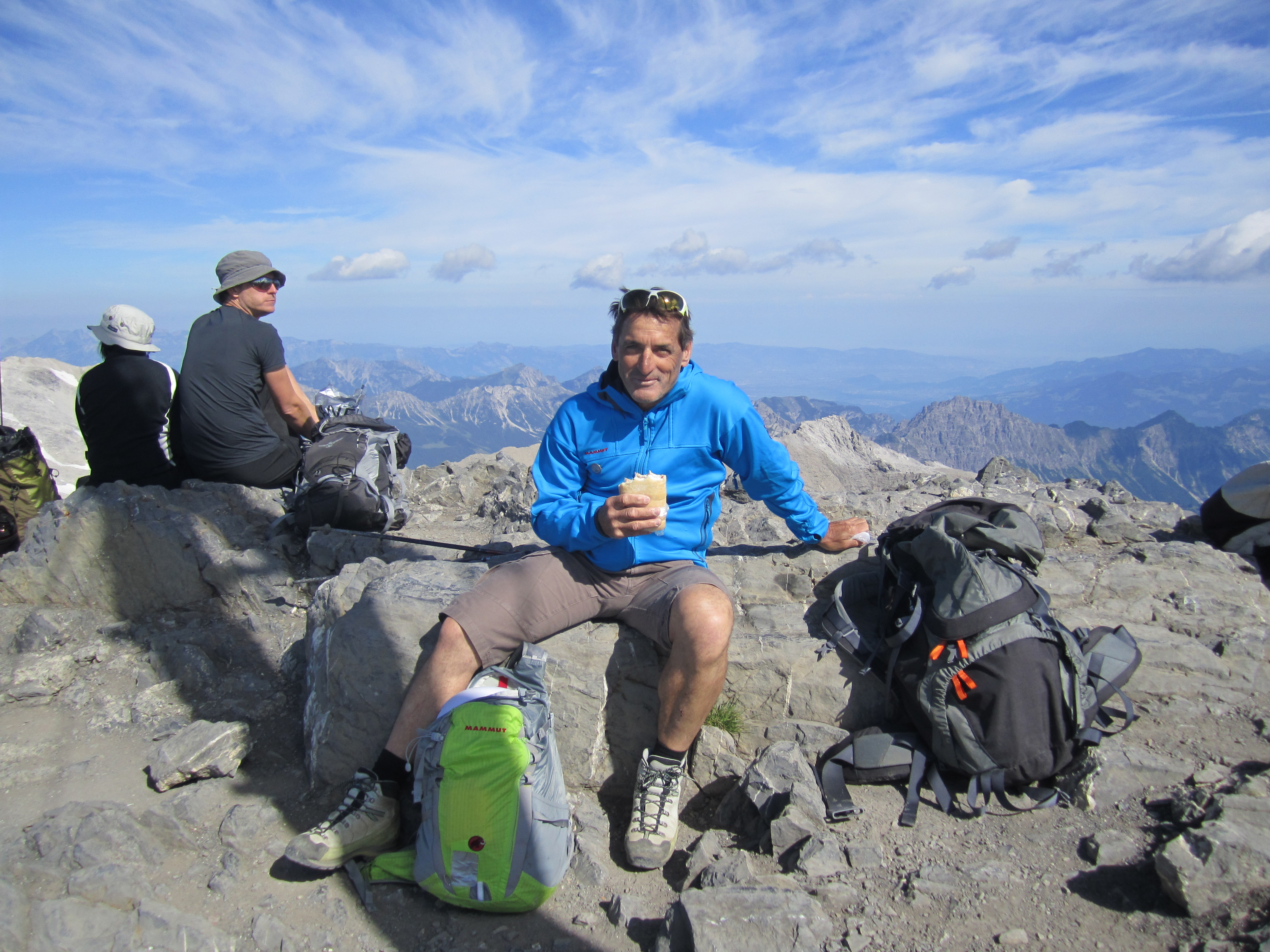
Norbert Joos (1960–2016)

- Joos, Stefanie (* 1970), deutsche Allgemeinmedizinerin und Lehrstuhlinhaberin
- Joos, Verena (* 1951), deutsche Journalistin und Autorin
- Joos, Wilhelm (1821–1900), Schweizer Arzt und Nationalrat
- Joosen, Cees (1920–1976), niederländischer Radrennfahrer
- Joosen, Eddy (* 1947), belgischer Automobilrennfahrer und Unternehmer
- Joosep, Mihkel (* 1957), estnischer Radrennfahrer
- Jooss, Birgit (* 1965), deutsche Kunsthistorikerin und Archivarin
- Jooß, Erich (1946–2017), deutscher Direktor des Sankt Michaelsbundes, Vorsitzender des Medienrates der Bayerischen Landeszentrale für neue Medien (BLM) und Schriftsteller
- Jooss, Kurt (1901–1979), deutscher Tänzer, Choreograf und Tanzpädagoge
- Jooß, Rainer (1938–2007), deutscher Historiker, Autor und Hochschullehrer
- Jooß, Verena (* 1979), deutsche Radsportlerin
- Jooß-Kesselmeyer, Daniela (* 1972), deutsche Sängerin der Stimmlage Mezzosopran
- Joost, Detlev (* 1945), deutscher Rechtswissenschaftler
- Joost, Fritz (* 1954), Schweizer Radrennfahrer
- Joost, Gesche (* 1974), deutsche Designforscherin, Professorin für Designforschung an der Universität der Künste BerlinGesche Joost (* 1974)

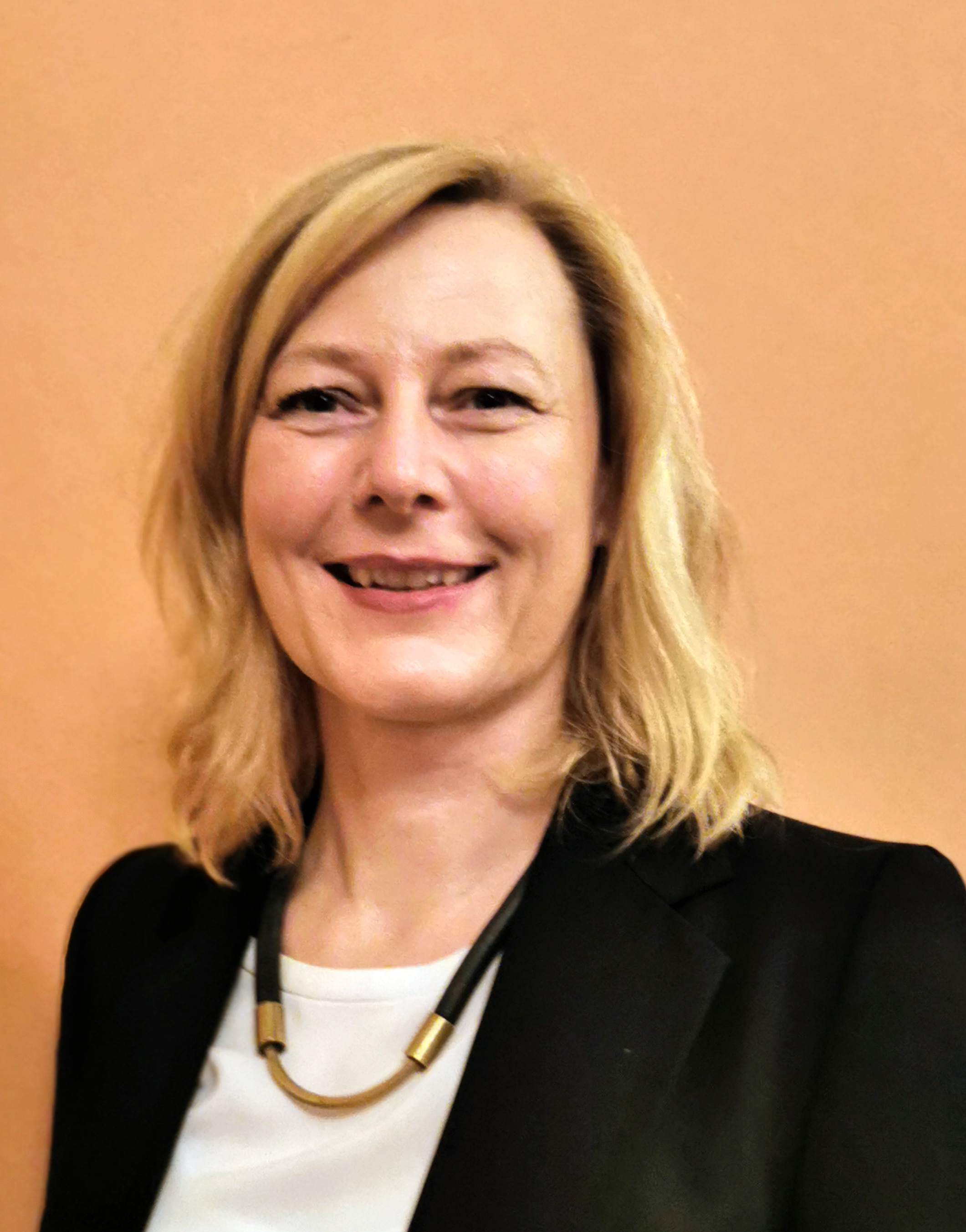
Gesche Joost (* 1974)

- Joost, Hans Heinrich (* 1903), deutscher SS-Obersturmführer
- Joost, Hans-Georg (* 1948), deutscher Pharmakologe, Biochemiker und Ernährungswissenschaftler
- Joost, Henry (* 1982), US-amerikanischer Regisseur und Fernsehproduzent
- Joost, Jürgen (* 1956), deutscher Politiker (CDU, AfD, Liberal-Konservative Reformer)
- Joost, Oskar (1898–1941), deutscher Musiker
- Joost, Risto (* 1980), estnischer Dirigent und Sänger (Countertenor)
- Joost, Ulrich (* 1951), deutscher Germanist
- Jooste, Gerhardus Petrus (1904–1990), südafrikanischer Diplomat
- Jooste, Jacobus Petrus (1868–1945), burischer Offizier und Autor
- Jooste, Leon (* 1969), namibischer Politiker
- Jooste, Markus (1961–2024), südafrikanischer Manager
- Jooste, Pamela (* 1946), südafrikanischer Schriftsteller
- Joosten van Lodensteyn, Jan (1556–1623), holländischer Seemann und Händler
- Joosten, Dirk Jan Hendrik (1818–1882), niederländischer Blumenmaler
- Joosten, Guy (* 1963), belgischer Theater- und Opernregisseur
- Joosten, Hanns (* 1961), niederländischer Fotograf
- Joosten, Hans (* 1955), niederländischer Biologe
- Joosten, Jan (* 1959), belgischer Bibelwissenschaftler
- Joosten, Kathryn (1939–2012), US-amerikanische SchauspielerinKathryn Joosten (1939–2012)

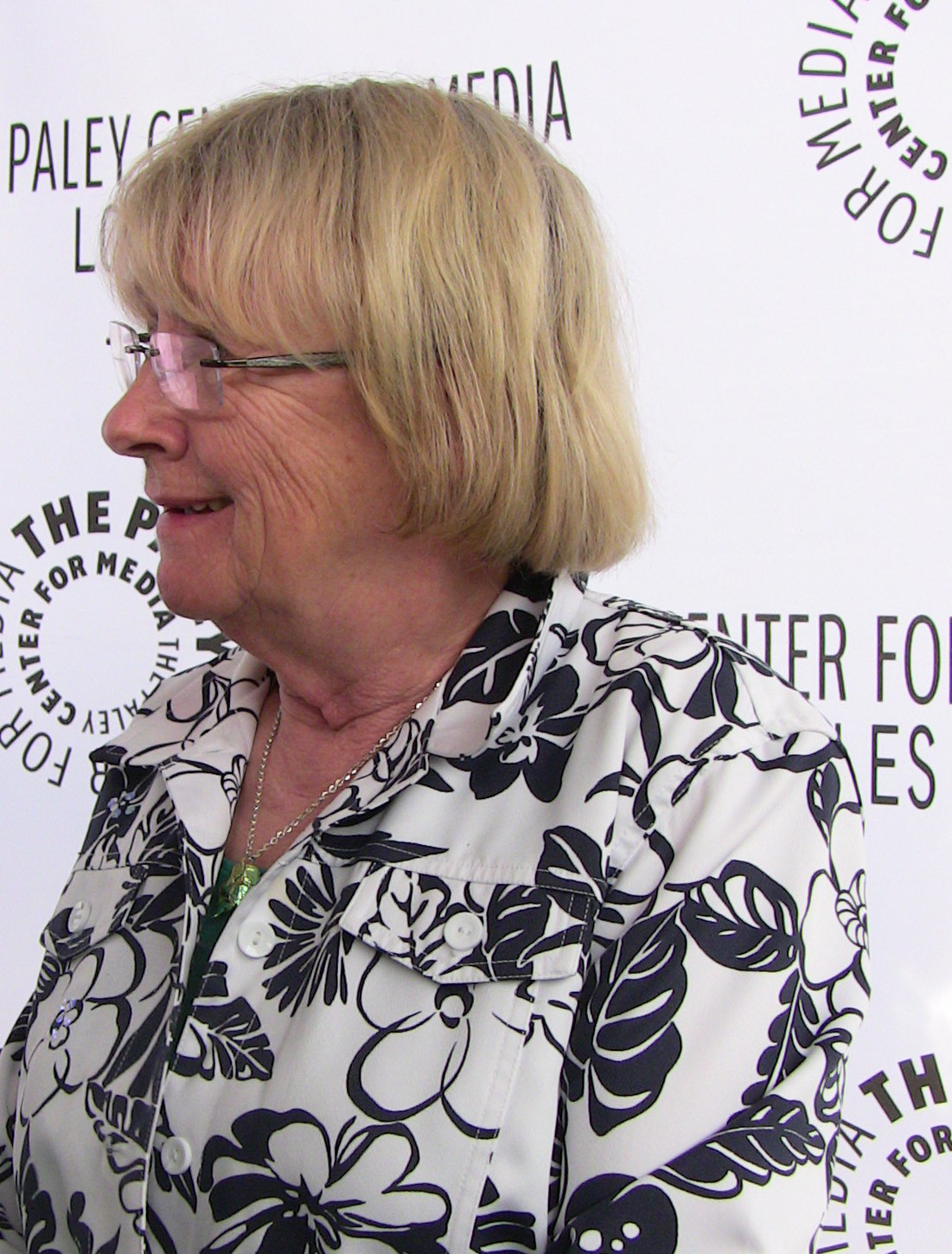
Kathryn Joosten (1939–2012)